# Чжан Цзюйчжэн
Чжан Цзюйчжэ́н(кит. трад. 張居正, пиньинь Zhāng Jūzhèng; 1525, Цзянлин, провинция Хубэй — 1582) — китайский государственный деятель и реформатор эпохи Мин.

## Биография
Он родился в 1525 г. в уезде Цзянлин провинции Хубэй. Как отмечают его биографы, Чжан Цзюйчжэн был высок ростом, строен и красив, да к тому же был умен и талантлив. В 15 лет поступил на учебу, открывавшую путь к чиновной карьере. Был замечен местным военным губернатором, увидевшим в нем «человека с государственными способностями». Вскоре он прошел экзаменационный отбор на волостном уровне, а в 1547 г., выдержав экзаменационные испытания при императорском дворе, получил высшее ученое звание «выдающийся муж». Однако путь наверх ему проложили не только личные совершенства, но и покровительство высших сановников, оценивших его таланты, а также благоприятное стечение обстоятельств.

## Политическая деятельность
В 1566 г. умер император Ши-цзун. Прежние фавориты лишились опоры, выдвигались новые. При покровительстве новой императрицы Чжан Цзюйчжэну посчастливилось попасть в их число: в 1567 г. он занял высокую должность в Ведомстве чинов (т.е. в центральном правительственном аппарате) и одновременно стал членом Дворцового секретариата, фактически являвшегося высшим правительственным органом. В 1572 г. Чжан Цзюйчжэн возглавил этот секретариат, получив почти неограниченные властные полномочия. Положение «главного помощника» императора и реальную власть он сохранял в течение десяти лет вплоть до своей смерти в 1582 г.
В социально-экономической области самым значительным мероприятием Чжан Цзюйчжэна было введение в 1581 г. «единого налога» и распространение этой системы на всю страну. Суть нового порядка сводилась к следующему: 1) все трудовые повинности (принудительный труд по предписанию властей) заменялись суммой выплат, исчислявшихся в серебре, эта сумма определялась количеством работников в доме и размером имеющейся в хозяйстве земли (соотношение доли выплат с работников и с земли в разных районах страны могло быть различным); 2) поземельный налог также исчислялся в серебре, это давало возможность определить единую сумму налога и повинностей; 3) устанавливалась общая сумма налогов и повинностей для каждой отдельной области и каждого уезда, и эти выплаты нельзя было занижать; 4) налоговые платежи надлежало вносить непосредственно местному чиновному начальству, а не различным старостам, учетчикам, перевозчикам и т.п., что упрощало механизм поступления налогов в казну.
Чжан Цзюйчжэн стремился ограничить расходы императорского двора и высоких сановников. Поощрял местные власти к увеличению государственных доходов и созданию необходимых запасов на экстренные случаи (неурожай, стихийные бедствия, война и т.д.). Все это не выходило за рамки традиционного китайского представления о добродетельном управлении и вряд ли может быть названо реформами.
То же самое можно сказать и о его подходе к внешнеполитическим и военным проблемам. Он не проводил реформ в армии, но уделял пристальное внимание поддержанию эффективной обороны границ, как на сухопутных северо-западных и северных рубежах империи, так и на ее морском побережье.
В целом усилиями Чжан Цзюйчжэна и его помощников надвигавшийся кризис был на какое-то время отодвинут. Всестороннее упорядочение, особенно в экономической сфере, не могло не сказаться положительно на положении в стране. Однако, как отмечалось, коренных перемен в жизни китайского общества его деятельность не принесла. Основы отбора чиновных кадров, дававшие неписаные преимущества выходцам из привилегированных сословий, остались прежними, распространение «единого налога» шло не так быстро, и его нормативы оставались разными в различных районах страны, перевод налогов на денежную основу подчас создавал новые трудности для крестьян, которые производили лишь натуральный продукт. Неудивительно, что довольно скоро после смерти реформатора положительные результаты его деятельности практически сошли на нет.
Этому способствовали и его высокопоставленные противники. Еще недавно они возносили молитвы о здравии заболевшего Чжан Цзюйчжэна, а через девять месяцев после его смерти (в 1582 г.) уговорили императора обвинить его в злоупотреблении властью, отобрать посмертно титулы, описать и конфисковать имущество его семьи.

## Комментарий Чжана к "четырем книгам"
В 1573 году Чжан представил императору Ваньли комментарий к четырем книгам конфуцианского канона, озаглавленный "разговорный комментарий к четырем книгам" ("四书直解", sì shū Zhíjie). Она была опубликована некоторое время между 1573 и 1584 годами. Книга не была уничтожена во время посмертного позора Чжана и даже пользовалась определенной известностью среди китайских литераторов почти столетие спустя, в первые десятилетия правления династии Цин, когда между 1651 и 1683 годами появилось несколько ее изданий.
По оценке современных ученых (например, Д. Э. Мунгелло), комментарий Чжана по своему содержанию и смыслу мало чем отличался от комментария, написанного неоконфуцианцем Чжу Си. Иезуиты отвергли неоконфуцианство, но сочли книгу Чжана более созвучной их взгляду на учение Конфуция. В результате, есть многочисленные ссылки на работу Чжана в труде «Confucius Sinarum philosophus», новаторский латинский перевод и комментарий конфуцианской классики, который был постепенно создан большой группой иезуитов в течение нескольких десятилетий и опубликован в Париже в 1687 году.